# Maladies des Cucurbitacées
Liste non exhaustive de maladies des Cucurbitacées
(Citrullus spp. - pastèque, Cucumis spp. - concombre, cornichon, melon, Cucurbita spp. - courge, courgette, potiron, etc.).

## Maladies bactériennes
| Maladies bactériennes                           | Maladies bactériennes                                                             |
| ----------------------------------------------- | --------------------------------------------------------------------------------- |
| Tache angulaire du concombre                    | Pseudomonas syringae pv. lachrymans                                               |
| Taches bactériennes sur fruit / Fonte des semis | Acidovorax avenae subsp. citrulli = Pseudomonas pseudoalcaligenes subsp. citrulli |
| Taches foliaires bactériennes                   | Xanthomonas campestris pv. cucurbitae                                             |
| Nécrose chancreuse bactérienne                  | Erwinia spp.                                                                      |
| Pourriture molle bactérienne                    | Erwinia carotovora subsp. carotovora                                              |
| Flétrissement bactérien                         | Erwinia tracheiphila                                                              |
| Taches brunes                                   | Erwinia ananas                                                                    |

## Maladies fongiques
| Maladies fongiques                                                            | Maladies fongiques |
| ----------------------------------------------------------------------------- | --- |
| Alternariose des taches foliaires                                             | Alternaria alternata f.sp. cucurbitae |
| Alternariose des feuilles                                                     | Alternaria cucumerina |
| Anthracnose des Cucurbitacées (tige, feuille et fruit) ou nuile rouge         | Colletotrichum orbiculare = Colletotrichum lagenarium Glomerella lagenarium [téléomorphe] |
| Rhizoctone commun (belly rot)                                                 | Rhizoctonia solani Thanatephorus cucumeris [téléomorphe] |
| Pourriture noire des racines                                                  | Thielaviopsis basicola |
| Moississure bleue                                                             | Penicillium spp. Penicillium digitatum |
| Pourriture des racines à Cephalosporium                                       | Acremonium spp. = Cephalosporium spp. |
| Taches foliaires à Cercospora                                                 | Cercospora citrullina |
| Pourriture charbonneuse pourriture des racines et du collet à Macrophomina    | Macrophomina phaseolina |
| Pourriture du fruit à Choanephora                                             | Choanephora cucurbitarum |
| Dépérissement racinaire du melon                                              | Monosporascus eutypoides = Bitrimonospora indica |
| Corynesporiose                                                                | Corynespora cassiicola |
| Pourriture à Myrothecium (fruit)                                              | Myrothecium roridum |
| Fusariose à pourriture du collet et des fruits                                | Fusarium solani = Haematonectria haematococca Nectria haematococca [téléomorphe] |
| Fonte des semis                                                               | Acremonium spp. Fusarium spp. Fusarium equiseti Gibberella intricans[téléomorphe] Phytophthora sp. Pythium spp. Rhizoctonia solani Thielaviopsis basicola et d'autres champignons |
| Mildiou                                                                       | Pseudoperonospora cubensis |
| Fusariose à pourriture du collet et des fruits                                | Fusarium equiseti = Fusarium roseum f. gibbosum Fusarium graminearum Gibberella zeae [téléomorphe] Fusarium semitectum Fusarium solani f. sp. cucurbitae Fusarium spp. |
| Fusariose vasculaire                                                          | Fusarium oxysporum (avec les formae speciales suivantes :) Fusarium oxysporum f.sp. benincasae Fusarium oxysporum f.sp. cucumerinum Fusarium oxysporum f.sp. lagenariae Fusarium oxysporum f.sp. luffae Fusarium oxysporum f.sp. melonis Fusarium oxysporum f.sp. momordicae Fusarium oxysporum f.sp. niveum |
| Pourriture grise                                                              | Botrytis cinerea Botryotinia fuckeliana [téléomorphe] |
| Chancre gommeux sur tige, pourriture noire sur fruit                          | Didymella bryoniae = Mycosphaerella melonis Phoma cucurbitacearum [anamorphe] |
| Pourriture à Lasiodiplodia                                                    | Lasiodiplodia theobromae = Diplodia natalensis |
| Pourriture des racines à Monosporascus / Chancre à Myrothecium (chancre noir) | Monosporascus cannonballus Myrothecium roridum |
| Taches foliaires à Leandria                                                   | Leandria momordicae |
| Brûlure à Phoma                                                               | Phoma exigua var. exigua = Ascochyta phaseolorum |
| Tige pourpre, pourriture noire                                                | Diaporthe melonis Phomopsis cucurbitae [téléomorphe] |
| Pourriture noire des tiges à Phomopsis                                        | Phomopsis sclerotioides |
| Taches foliaire à Phyllosticta                                                | Phyllosticta cucurbitacearum |
| Pourritures des racines et du collet à Phytophthora                           | Phytophthora spp. Phytophthora capsici |
| Pourriture rose                                                               | Trichothecium roseum |
| Brûlure à Plectosporium                                                       | Plectosporium tabacinum |
| Oïdium des cucurbitacées ou blanquet                                          | Sphaerotheca fuliginea Erysiphe cichoracearum |
| Pourriture du fruit à Pythium                                                 | Pythium spp. |
| Pourriture à Rhizopus (fruit)                                                 | Rhizopus stolonifer = Rhizopus nigricans |
| Cladosporiose (nuile grise des cucurbitaceae, tavelure du concombre)          | Cladosporium cucumerinum |
| Sclérotiniose (pourriture de la tige)                                         | Sclerotinia sclerotiorum |
| Septoriose                                                                    | Septoria cucurbitacearum |
| Pourriture à Athelia (Sclerotium fruit et stem rot)                           | Sclerotium rolfsii Athelia rolfsii [téléomorphe] |
| Flétrissement du melon                                                        | Pythium aphanidermatum |
| Taches foliaires à Ulocladium                                                 | Ulocladium consortiale |
| Verticilliose                                                                 | Verticillium albo-atrum Verticillium dahliae |

## Maladies virales
| Maladies virales                                 | Maladies virales                                                                                         |
| ------------------------------------------------ | --- |
| Mosaïque du concombre                            | Virus de la mosaïque du concombre (CMV, Cucumber mosaic virus)                                           |
| Mosaïque de la courge                            | Virus de la mosaïque de la courge (SqMV, Squash mosaic virus)                                            |
| Mosaïque de la pastèque                          | Virus de la mosaïque de la pastèque (WMV, Watermelon mosaic virus)                                       |
| Mosaïque jaune de la courgette                   | Virus de la mosaïque jaune de la courgette (ZYMV, Zucchini yellow mosaic virus)                          |
| Jaunisse du melon                                | Virus de la jaunisse du melon (MYV, Muskmelon yellows virus)                                             |
| Jaunisse des cucurbitacées transmise par puceron | Virus de la jaunisse des cucurbitacées transmise par puceron (CABIV, Cucurbit aphid-borne yellows virus) |
| Criblure du melon                                | Virus de la criblure du melon (MNSV, Muskmelon necrotic spot virus)                                      |
| Marbrure du concombre                            | Virus de la marbrure du concombre (CGMMV, Cucumber green mottle mosaic virus)                            |
| Criblure du concombre                            | Virus de la nécrose du tabac (TNV, Tobacco necrosis virus)                                               |
| Taches foliaires du concombre                    | Virus des taches foliaires du concombre (CLSV, Cucumber leaf spot virus)                                 |
| Taches en anneaux du papayer                     | Virus des taches en anneaux du papayer (PRSV, Papaya ring spot virus)                                    |
| Flétrissement des Cucurbitacées                  | Virus du nanisme jaunissant des cucurbitacées (CYSDV, Cucumber yellow stunting disorder virus)           |
| Feuilles enroulées de la tomate                  | Virus New Delhi des feuilles enroulées de la tomate (ToLCNDV, Tomato leaf curl New Delhi virus)          |

## Maladies diverses et désordres physiologiques
| Maladies diverses et désordres physiologiques | Maladies diverses et désordres physiologiques                          |
| --------------------------------------------- | ---------------------------------------------------------------------- |
| Lésions par la pollution de l'air             | Ozone, dioxyde de soufre, etc.                                         |
| Fruit amer                                    | coup de soleil, stress physiologique                                   |
| Nécrose apicale                               | Désordre physiologique, carence en calcium, déséquilibre de l'humidité |
| Fruit déformé en goulot de bouteille          | Pollinisation incomplète                                               |
| Brûlure solaire (fruit)                       | Coup de chaleur directe excessif ou intense                            |
| Brûlure par le vent                           | Désordre physiologique                                                 |